# Sheila May Edmonds
Sheila May Edmonds  (* 1. April 1916 in Kent, Vereinigtes Königreich; † 2. September 2002 in Cambridge, Vereinigtes Königreich) war eine britische Mathematikerin und Hochschullehrerin. Sie war von 1960 bis 1981 Vizepräsidentin des Newnham College.

## Leben und Werk
Edmonds war das einzige Kind der Lehrerin Florence Myra Lilley und des Ingenieurs Harold Montagu Edmonds. Sie absolvierte die Wimbledon High School und begann 1935 das Studium der Mathematik bei Margaret Grimshaw am Newnham College in Cambridge, um für die Mathematical Tripos zu studieren. Zu diesem Zeitpunkt konnten Frauen an der Universität Cambridge Vorlesungen besuchen und Prüfungen ablegen, durften jedoch erst ab 1947 einen Abschluss machen. Edmonds war in Teil II des Mathematical Tripos Wrangler und in Teil III, den sie im folgenden Jahr absolvierte, erhielt sie eine Auszeichnung. Sie promovierte dann bei Godfrey Harold Hardy. Während ihrer Doktorarbeit verbrachte sie ein Jahr am Westfield College, London, und ein Jahr an der Universität von Paris. Sie promovierte 1944 mit der Dissertation: Some Multiplication Problems. Ihre Arbeit enthielt 44 Theoreme, 21 Lemmata und zahlreiche akribisch rot und schwarz gefärbte Graphen.
Vor Abschluss ihrer Arbeit hatte sie bereits eine Reihe von Arbeiten veröffentlicht, die Teil ihrer Dissertation waren. 1942 erschienen zwei Artikel über unendliche Reihen und über Fourier-Transformationen. Diese führten in den folgenden Jahren zu einer Reihe von Arbeiten, in denen diese Themen untersucht und auf ihrer Dissertation zum Satz von Parseval aufgebaut wurden.
Sie war viele Jahre Mitglied des Mathematik-Fakultätsrates der Universität und war 1975 und 1976 dessen Vorsitzende. Da sie Studenten in allen Bereichen der reinen und angewandten Mathematik unterrichten musste und sie sich vollständig der Lehre widmete, veröffentlichte sie nach 1957 keine weiteren Artikel. 1960 wurde sie zur stellvertretenden Direktorin des Newnham College ernannt, eine Position, die sie bis zu ihrer Pensionierung 1981 innehatte. Sie war auch Mitglied des Local Examinations Syndicate der Universität Cambridge und des Board of Governors mehrerer Schulen.

## Veröffentlichungen (Auswahl)
- On the multiplication of series which are infinite in both directions. Journal of the London Mathematical Society, 17, S. 65–70, 1942[1].
- On the Parseval formulae for Fourier transforms. Proceedings of the Cambridge Philosophical Society, 1942.
- Sums of powers of the natural numbers, 1957.